# Africa World Airlines
Africa World Airlines ist eine ghanaische Fluggesellschaft mit Sitz in Accra und Basis auf dem Flughafen Accra. 

## Geschichte
Africa World Airlines wurde 2010 von der chinesischen Hainan Airlines und dem China-Africa Development Fund gegründet. Zuerst wurden Flüge innerhalb Ghanas angeboten, dann wurde das Streckennetz um Nigeria erweitert. Es ist geplant, Togo und die Elfenbeinküste anzufliegen.

## Flugziele
AWA fliegt Ziele in Ghana und Nigeria sowie seit Dezember 2017 auch Liberia an.

## Flotte
Mit Stand Juli 2022 besteht die Flotte der Africa World Airlines aus sieben Flugzeugen mit einem Durchschnittsalter von 14,4 Jahren:
| Flugzeugtyp     | Anzahl | bestellt | Anmerkungen | Sitzplätze |
| --------------- | ------ | -------- | ----------- | ---------- |
| Embraer ERJ 145 | 7      |          |             |            |
| Gesamt          | 7      | -        |             |            |